# Liste der Monuments historiques in Allibaudières
Die Liste der Monuments historiques in Allibaudières führt die Monuments historiques in der französischen Gemeinde Allibaudières auf.

## Liste der Immobilien
| Bezeichnung                  | Beschreibung                                                                                             | Standort                 | Kennzeichnung | Schutzstatus | Datum | Bild |
| ---------------------------- | --- | ------------------------ | ------------- | ------------ | ----- | ---- |
| Kirche Cinq-Plaies-du-Christ | in der Westfassade: Sturz des Nordportals des 1940 zerstörten Vorgängerbaus, Anfang des 16. Jahrhunderts | Rue Saint-Nicolas (Lage) | PA00078016    | Classé       | 1960  |      |

## Liste der Objekte
| Bezeichnung                                      | Beschreibung                                                                                    | Standort                                         | Kennzeichnung | Schutzstatus   | Datum | Bild |
| ------------------------------------------------ | ----------------------------------------------------------------------------------------------- | ------------------------------------------------ | ------------- | -------------- | ----- | ---- |
| Skulptur Heiliger Nikodemus                      | Holz, farbig gefasst, Mitte des 16. Jahrhunderts                                                | in der Kirche Cinq-Plaies-du-Christ (Lage)       | PM10003025    | Classé         | 1913  |      |
| Skulptur Heiliger Seabstian                      | Holz, farbig gefasst, 17. oder 18. Jahrhundert                                                  | in der Kirche Cinq-Plaies-du-Christ (Lage)       | PM10004797    | Inscrit        | 1985  |      |
| Skulptur Madonna mit Kind                        | Kalkstein, farbig gefasst und vergoldet, 15. Jahrhundert                                        | in der Kirche Cinq-Plaies-du-Christ (Lage)       | PM10000020    | Classé         | 1908  |      |
| Relief Hubertuslegende                           | Kalkstein, farbig gefasst, 16. Jahrhundert                                                      | in der Kirche Cinq-Plaies-du-Christ (Lage)       | PM10000023    | Classé         | 1908  |      |
| Taufbecken                                       | Kalkstein, 16. Jahrhundert; 1940 zerstört                                                       | in der Kirche Cinq-Plaies-du-Christ (Lage)       | PM10000021    | Classé         | 1908  |      |
| Skulptur Heilige Margaretha                      | Kalkstein, 16. Jahrhundert; 1940 zerstört                                                       | in der Kirche Cinq-Plaies-du-Christ (Lage)       | PM10000022    | Classé         | 1908  |      |
| Zwei Skulpturen: Madonna und Johannes Evangelist | Holz, farbig gefasst, Mitte des 16. Jahrhunderts                                                | in der Kirche Cinq-Plaies-du-Christ (Lage)       | PM10000024    | Classé         | 1913  |      |
| Relief Christus und die sieben Todsünden         | Kalkstein, Anfang des 16. Jahrhunderts; Sturz des Nordportals des 1940 zerstörten Vorgängerbaus | außen an der Kirche Cinq-Plaies-du-Christ (Lage) | PM10004795    | Classé Inscrit |       |      |
| Skulptur Heiliger Antonius                       | Holz, farbig gefasst, 16. oder 17. Jahrhundert                                                  | in der Kirche Cinq-Plaies-du-Christ (Lage)       | PM10004796    | Classé         | 1974  |      |
| Pietà                                            | Stein, farbig gefasst, 16. Jahrhundert                                                          | in der Kirche Cinq-Plaies-du-Christ (Lage)       | PM10005205    | Inscrit        | 2013  |      |